# Illinois-ban történt légi közlekedési balesetek listája
Az Illinois-ban történt légi közlekedési balesetek listája az Amerikai Egyesült Államok Illinois államában történt halálos áldozattal járó, illetve a kisebb balesetek, meghibásodások miatt történt, gyakran csak az adott légiforgalmi járművet érintő baleseteket is tartalmazza évenkénti bontásban.

## Illinois államban történt légi közlekedési balesetek

### 1919
- 1919. július 21. 16:55 (helyi idő szerint), Chicago, Illinois Trust and Savings Building. A Goodyear Tire and Rubber Company, Wingfoot Air Express elnevezésű Type FD típusú zeppelinje kigyulladt a levegőben és nekiütközött az Illinois Trust and Savings épületének. A zeppelinen 2 utas és 3 fő legénység utazott. Közülük az összes utas és 1 fő személyzet életét vesztette, további 10 fő a földön tartózkodók közül vesztette életét. A gépen tartózkodók közül két fő személyzet élte túl. A földön 27 fő sérült meg.[1][2]